# Gravitationsbiologie
Die Gravitationsbiologie ist ein Teilgebiet der Naturwissenschaften, das sich mit dem Verhalten lebender Organismen in Schwerefeldern unterschiedlicher Richtung und Stärke befasst, sowohl auf der Erde (das senkrechte Wachstum von Pflanzen auf einem Hang) als auch im Weltall und auf fremden Himmelskörpern.

## Geschichte

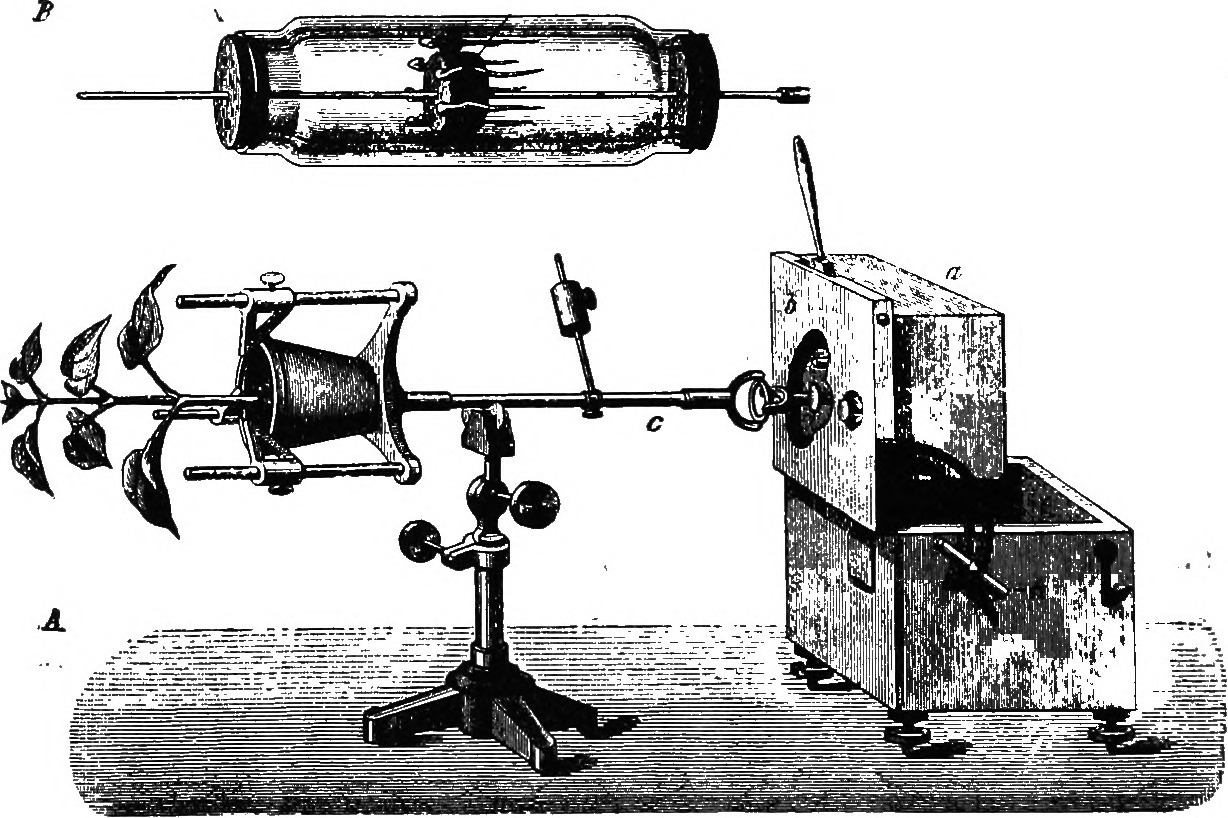
Historischer Klinostat (1918)

Die ersten Experimente auf dem Gebiet, das heute als Gravitationsbiologie bekannt ist, wurden 1806 von dem britischen Botaniker Thomas Andrew Knight durchgeführt, der die Bedeutung der Ausrichtung einer Pflanze für das Wachstum der Wurzeln erforschte, damals Geotropismus, heute Gravitropismus genannt.
Der heute noch gebräuchliche Klinostat, bei dem Pflanzen langsam gedreht werden, wurde von Julius Sachs um 1870 an der Königlich Bayerischen Julius-Maximilians-Universität in Würzburg entwickelt.
Im 20. Jahrhundert wurde die deutsche Gravitationsbiologie vor allem von Andreas Sievers vom Botanischen Institut der Rheinischen Friedrich-Wilhelms-Universität Bonn vorangebracht, der ab 1973 die Zellstrukturen und physiologischen Mechanismen der durch Schwerkraft induzierten Reiz- und Reaktionsketten beim Spitzenwachstum von Wurzeln und Trieben untersuchte, zunächst bei Armleuchteralgen, dann auch bei anderen Pflanzensystemen. Für Experimente unter veränderten Beschleunigungsbedingungen gibt es prinzipiell drei Herangehensweisen: eine Änderung der Beschleunigungsrichtung, eine Simulation von Schwerelosigkeit auf der Erde und Experimente im Weltall. Sievers verwendete alle drei Methoden, er arbeitete sowohl mit Klinostaten als auch mit Parabelflügen, und im Herbst 1985 führten die Wissenschaftsastronauten Reinhard Furrer und Ernst Messerschmid im Space Shuttle Challenger bei der D1-Spacelab-Mission für ihn und sein Institut auch Experimente im Weltall durch.

## Änderung der Beschleunigungsrichtung
Im Klinostat werden die Versuchsobjekte (Pflanzen, Kleinlebewesen oder Einzeller) der immer gleichen Erdschwerkraft ausgesetzt, allerdings aus ständig wechselnder Richtung. Die Schwerkraft wird im zeitlichen Mittel annulliert. Dies wird durch eine relativ langsame Rotation der Probenbehälter um eine horizontale Achse erreicht – die Wasserflöhe etc. stehen immer wieder auf dem Kopf. Beim Klinostatenmikroskop der Abteilung Gravitationsbiologie des Institut für Luft- und Raumfahrtmedizin am Deutschen Zentrum für Luft- und Raumfahrt (DLR) lässt sich zum Beispiel die Rotationsgeschwindigkeit zwischen 2 und 90 Umdrehungen pro Minute einstellen.
Da bei höherer Geschwindigkeit die hier unerwünschte Zentrifugalkraft bereits bei geringen Distanzen zur Geltung kommt, wird diese nur bei sehr kleinen Organismen verwendet.
Eine Variante des Klinostaten ist der sogenannte „3D-Klinostat“, auch bekannt als Random Positioning Machine (RPM). Bei diesem Gerät wurde senkrecht zur horizontalen Rotationsachse eine weitere Achse hinzugefügt. Im Standardbetrieb drehen sich beide Rotationsachsen mit konstanter Geschwindigkeit. Für spezielle Experimente lassen sich jedoch auch zufällige Geschwindigkeitsänderungen wählen, oder eine zufällige Änderung der Drehrichtung (Uhrzeigersinn/Gegenuhrzeigersinn).

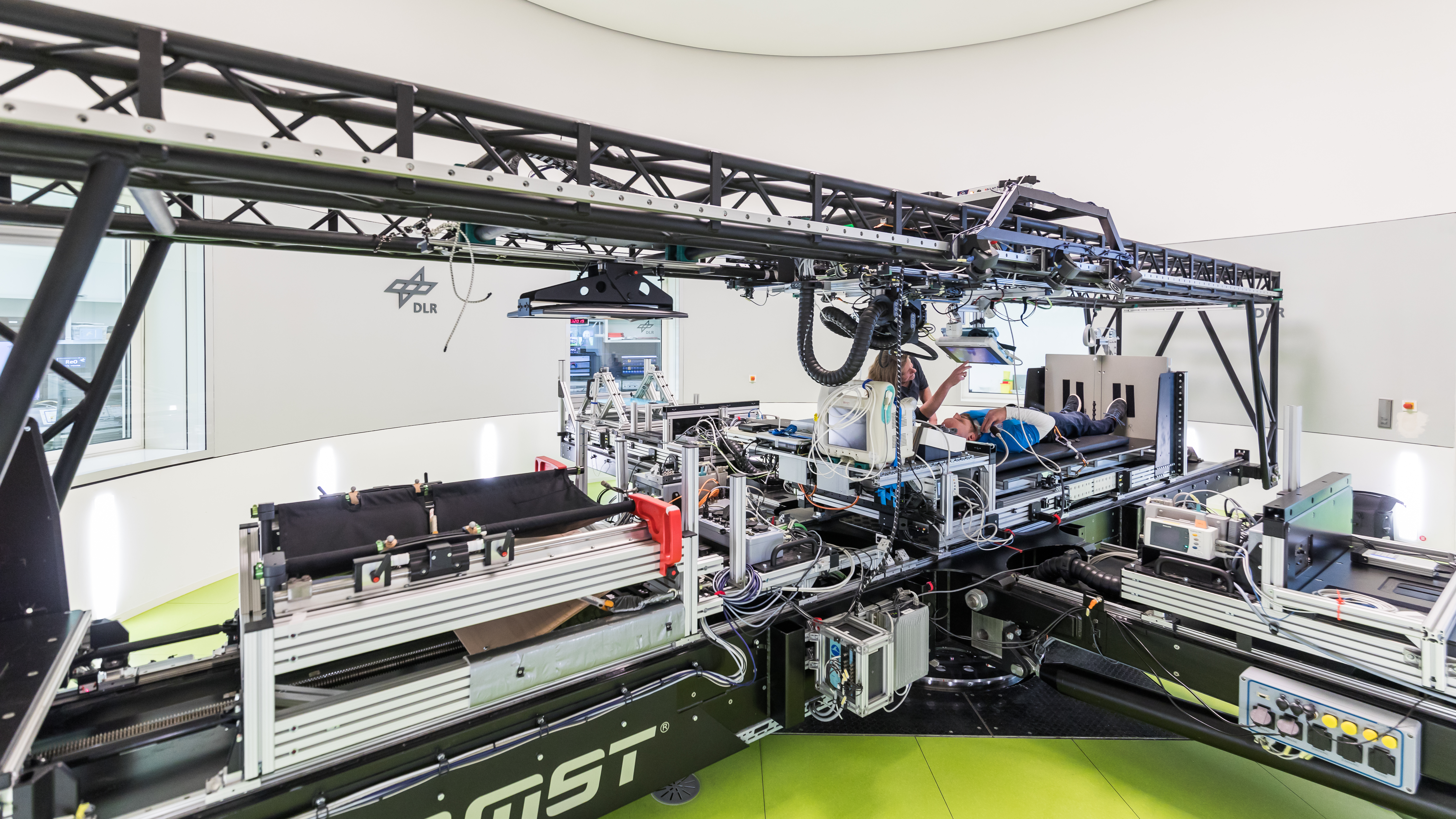
Kurzarm-Humanzentrifuge des DLR

Raumfahrer können sich in auf dem Boden verankerten und nach dem gleichen Prinzip arbeitenden dreidimensionalen Rhönrädern auf die Desorientierung bei wechselnden Beschleunigungsvektoren vorbereiten, für Langzeitstudien über die Auswirkungen veränderter Beschleunigungsbedingungen auf den menschlichen Körper sind diese Geräte jedoch nicht geeignet. Auf der Kurzarm-Humanzentrifuge des DLR liegen die Probanden horizontal, mit dem Körper radial zur Achse ausgerichtet, und werden durch die Rotation mit den Füßen gegen eine senkrechte Platte gedrückt, die für sie scheinbar zum „Boden“ wird. Durch unterschiedliche Geschwindigkeiten der Zentrifuge lässt sich eine unterschiedliche Schwerkraft simulieren, allerdings nur für bis zu 60 Minuten.
Längere Aufenthalte im Weltraum werden auf um 6° nach hinten geneigten Betten simuliert, auf denen Probanden mehrere Monate im sogenannten „Head-down Tilt“ liegen müssen.
Sowjetische Wissenschaftler fanden bereits in den 1970er Jahren, dass sich auf diese Weise das durch die Schwerelosigkeit hervorgerufene Ansammeln von Körperflüssigkeiten im Kopf und der Muskelschwund in den Beinen bei Raumfahrern auch auf der Erde gut herbeiführen lässt. Damals hatten von den Saljut-Raumstationen zurückgekehrte Kosmonauten berichtet, dass sie beim Schlafen auf der Erde das Gefühl hätten, nach unten zu rutschen. Daraufhin hatten die Ärzte das Fußende der Betten hochgestellt, bis die Kosmonauten das Gefühl hatten, waagrecht zu liegen. Im Laufe dieser Versuche stellte sich heraus, dass die Zunahme der Körpergröße von Raumfahrern in der Schwerelosigkeit um 1,3 cm bei einem gleich langen Aufenthalt auf dem Schrägbett mit etwa 1 cm gut reproduziert werden konnte. Die Abnahme der Knochendichte um 1,6 % pro Monat in der Schwerelosigkeit betrug auf dem Schrägbett knapp 1 %.
Der Sinn dieser bei allen Raumfahrtorganisationen durchgeführten Versuche war, Methoden zu finden, um dem körperlichen Verfall in der Schwerelosigkeit entgegenzuwirken, was dann zu den Pinguin-Anzügen mit eingebauten Gummizügen und den in den Raumstationen installierten Fahrradergometern, Laufbändern etc. führte. Auf der Chinesischen Raumstation wird auch viel mit nach dem Expander-Prinzip arbeitenden Gummiband-Schlaufen trainiert.

## Simulation von Schwerelosigkeit

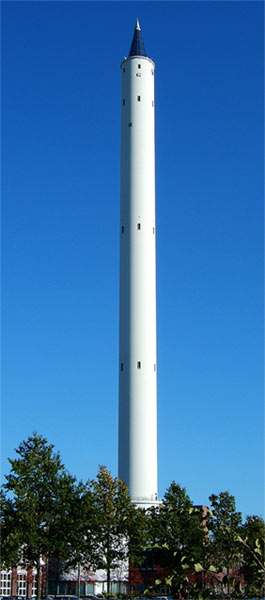
Fallturm Bremen

Während bei den oben erwähnten Methoden die Gravitation nicht aufgehoben, sondern nur die Richtung des Beschleunigungsvektors geändert wird, kann man bei Freifall-Experimenten die wahrgenommene Schwerkraft dadurch neutralisieren, dass die Versuchsobjekte bzw. Probanden – ähnlich wie bei einem nach unten fahrenden Aufzug – genauso schnell fallen wie der sie umgebende Behälter. Die einfachste Methode hierzu ist ein Fallturm, in dem eine Kapsel mit Experimenten in einer luftleeren Fallröhre aus großer Höhe herabstürzt, wodurch in ihrem Inneren für einige Sekunden Schwerelosigkeit herrscht. Bekanntestes Beispiel in Deutschland ist der Fallturm des Zentrums für angewandte Raumfahrttechnologie und Mikrogravitation der Universität Bremen, wo bei einem Sturz aus 110 m Höhe für 4,74 Sekunden Schwerelosigkeit herrscht. Mittels eines Katapults kann nach einer kurzen (0,25 Sekunden) aber heftigen (20 g) Beschleunigungsphase auch während des Aufstiegs Schwerelosigkeit erzeugt werden (in der Vakuumröhre werden die Versuchsobjekte genauso schnell langsamer wie die sie umgebende Kapsel), was die zur Verfügung stehende Zeit für Experimente auf 9,3 Sekunden verlängert.
Die von dem hydraulischen Katapult des Fallturms erzeugte Beschleunigung von 20 g stellt sowohl für Kleinlebewesen als auch für die in der Versuchskapsel untergebrachten Mess- und Beobachtungsgeräte eine beträchtliche Belastung dar. Daher entwickelte das Zentrum für Projekte und Technologien zur Nutzung des Weltalls der Chinesischen Akademie der Wissenschaften einen Fallturm, bei dem die Versuchskapsel elektromagnetisch beschleunigt wird, ähnlich wie bei einem Linearmotor. Dadurch kann nur für 4 Sekunden einen annähernde Schwerelosigkeit von 10 μg erzeugt werden. Dafür beträgt die Beschleunigung beim Start nur 5 g und beim Abbremsen am Ende des Experiments 3 g. Die Anlage dient dazu, Versuchsaufbauten zu testen die im Rahmen des Bemannten Raumfahrtprogramms der Volksrepublik China zum Einsatz kommen sollen.
Der Linearmotor hat den Vorteil, dass der Fall der Versuchskapsel auch leicht gebremst werden und so die reduzierte Schwerkraft auf Mond (1/6 g) und Mars (1/3 g) simuliert werden kann.
Längere Versuchszeiten lassen sich mit nach einem ähnlichen Prinzip wie das Katapult arbeitenden aber sanfter beschleunigenden Höhenforschungsraketen erreichen. So brachte zum Beispiel das Forschungslabor für Weltraumbiologie (eine der Vorläuferorganisationen des Chinesischen Raumfahrer-Ausbildungszentrums) am 19. Juli 1964, drei Jahre nach Gagarins Erstflug, mit einer umgebauten Höhenforschungsrakete vom Typ T-7A acht Mäuse und zwölf Reagenzgläser mit Taufliegen, Einzellern und Enzymen auf einem suborbitalen Flug bis in 70 km Höhe.
Im Juli 1966 wurden zwei Hunde, ebenfalls mit einer umgebauten T-7A, auf eine derartige Wurfparabel geschickt, während ihre Lebensfunktionen per Telemetrie überwacht wurden. Die 29 Minuten dauernden Flüge, davon mehrere Minuten in der Schwerelosigkeit, wurden von den Tieren unbeschadet überstanden.
Die United States Air Force unternahm bereits Ende der 1940er Jahre entsprechende Versuche, bei denen die Versuchstiere jedoch nicht überlebten. Erst am 21. Mai 1952 gelang es, mit einer Aerobee Höhenforschungsrakete zwei Affen und zwei Mäuse in eine Höhe von 71 km zu schicken und sie lebend zu bergen.
Die Mobile Raketenbasis (MORABA) des Deutschen Zentrums für Luft- und Raumfahrt führt im Rahmen der MAPHEUS-Missionen (Materialphysikalische Experimente unter Schwerelosigkeit) seit dem 30. Juni 2015 (MAPHEUS 5) auch Experimente zur Gravitationsbiologie durch.
Hierbei werden die Versuchsobjekte mit diversen Höhenforschungsraketen in Höhen von etwa 250 km befördert, wobei sie für gut sechs Minuten Schwerelosigkeit erfahren. Da sich bei einem Start immer mehrere Experimente in der Nutzlastkapsel befinden, beschränkt sich die Biologie hier meist auf einzelne Zellen oder sehr kleine Lebewesen wie Plattentiere.
Eine relativ preisgünstige Möglichkeit, ganze Menschen für etwa 20 Sekunden der Schwerelosigkeit auszusetzen, bietet der von Fritz und Heinz Haber 1950 konzipierte Parabelflug.
So geht zum Beispiel der von einem Tochterunternehmen des französischen Centre national d’études spatiales betriebene Airbus A310 Zero-G zunächst in einen 20 Sekunden dauernden Steigflug mit einer Beschleunigung von 1,8 g über. Dann werden die Triebwerke stark gedrosselt, sodass nur noch der Luftwiderstand kompensiert wird. Das Flugzeug folgt nun, wie eine Höhenforschungsrakete nach dem Brennende des Triebwerks, einer Wurfparabel. Es wird vom eigenen Schwung noch eine Weile hochgetragen, wird dabei kontinuierlich langsamer und stürzt dann aus einer Höhe von etwa 8000 m wieder zur Erde. Bei etwa 7000 m fängt der Pilot den Fall ab und geht wieder in den horizontalen Flug über. Dieses Manöver wird üblicherweise 31 Mal wiederholt.

## Experimente im Weltall
Längerdauernde Experimente unter reduzierter Schwerkraft oder Schwerelosigkeit können auf dem Mond (1/6 g) oder im Erdorbit durchgeführt werden. Der erste derartige Versuch wurde von der Sowjetunion mit der Mischlingshündin Laika durchgeführt. Am 3. November 1957 wurde das einen Raumanzug tragende Tier mit dem Satelliten Sputnik 2 in eine elliptische Umlaufbahn von 212 × 1660 km gebracht und dabei ständig telemetrisch überwacht. Nach etwa 6 Stunden bzw. dreieinhalb Erdumkreisungen starb die Hündin an Überhitzung und Stress.
Nach dem Beginn der bemannten Raumflüge wurden keine größeren Tiere mehr ins All geschickt.
Dies hatte, neben Tierschutzaspekten, vor allem praktische Gründe. Makaken zum Beispiel lassen sich relativ gut dressieren, ihr Stoffwechsel beträgt jedoch nur 1/6 von dem eines Menschen. Um die Lebenserhaltungssysteme eines Raumschiffs zu testen, müssten für jeden Raumfahrer sechs Affen untergebracht werden.
Daher werden diese Tests heute mit lebensgroßen Raumfahrerpuppen durchgeführt.
Die NASA schickte jedoch 2008 und 2011 jeweils zwei Spinnen zur Internationalen Raumstation ISS, um zu beobachten, wie diese in der Schwerelosigkeit Netze bauten.
Das Büro für bemannte Raumfahrt schickte 2016 bei der Mission Shenzhou 11 sechs Seidenraupen zum Raumlabor Tiangong 2, die nach sechs bis sieben Tagen in der Schwerelosigkeit durchaus ordentliche Kokons spannen.
Tatsächliche Schwerelosigkeit herrscht nur in großer Entfernung von der Erde, so zum Beispiel am Lagrange-Punkt L1 bei 6/7 der Entfernung Erde-Mond. In einer Höhe von 400 km, die bisherige Raumstationen aus Strahlenschutzgründen nutzen, herrschen noch 90 % der Erdschwerkraft. Da jedoch, wie in einem Parabelflugzeug, der Raumfahrer genauso schnell um die Erde fällt wie die Station, spricht man hier vereinfachend von „Schwerelosigkeit“ oder „Mikrogravitation“. Der Vorteil bei Experimenten in Raumstationen ist, dass es einfacher ist, ausgehend von der Schwerelosigkeit diverse Anziehungskräfte zu simulieren, als unter regulärer Erdanziehung eine reduzierte Schwerkraft. So besitzt zum Beispiel das Wissenschaftsmodul Wentian der Chinesischen Raumstation Zentrifugen, mit denen Pflanzen, Tiere und Mikroorganismen Beschleunigungen von 0,01 g bis 2 g ausgesetzt werden können, um zu erforschen, wie sie im Weltall, auf dem Mond oder auf dem Mars (1/3 g) wachsen, sich entwickeln, ihre Gene weitergeben und altern oder zum Beispiel nach einem sechsmonatigen Aufenthalt auf dem Mond einen Rückstart zur Erde überstehen würden.
Auf den Raumstationen werden zwar auch Versuche zur Gemüsezucht durchgeführt, viele Experimente bewegen sich jedoch im Grenzbereich zwischen Biologie, Biotechnologie und Medizin. In der Schwerelosigkeit lassen sich nicht nur dreidimensionale Tumoren züchten und beobachten, sondern im Prinzip auch dreidimensionale Lebern und Herzen.
An letzterem arbeitete zum Beispiel die Besatzung von Shenzhou 13.